# 2007 aux États-Unis
Chronologie des États-Unis
- 2003
- 2004
- 2005
- 2006
- 2007
- 2008
- 2009
- 2010
- 2011

Cette page concerne des événements qui se sont produits durant l'année 2007 du calendrier grégorien aux États-Unis.

## Gouvernement
- Président : George W. Bush
- Vice-président : Dick Cheney
- Secrétaire d'État : Condoleezza Rice
- Chambre des représentants - Président : Dennis Hastert (Parti républicain)

## Évènements
- Selon le FBI, les escroqueries aux prêts immobiliers se sont multipliées. 46 717 fraudes ont été détectées portant sur 813 millions de dollars. Les coupables sont le plus souvent des financiers, des comptables et des prêteurs.
- 3 % des achats d'appartements ont été effectués par des étrangers, dont un tiers d'Européens et un quart d'Asiatiques, essentiellement à New York, en Floride et en Californie.
- Après avoir atteint un point bas en mars, le chômage repart à la hausse et repasse la barre des 5 % en décembre.

### Janvier
- 2 janvier :

Wesley Autrey (en) un américain sauve un jeune lycéen alors qu'il était tombé à 12h45 dans le métro new-yorkais, l'événement se passe à la station 137th Street–City College (en), Wesley ne pouvait pas le faire sortir car le train approchait, il décida de se jeter dessus et de le protéger, le jeune s'en sortira avec des blessures.
- 3 janvier :

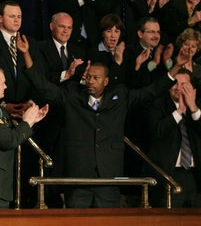
Wesley Autrey, héros du métro new-yorkais, ici en 2007

renforcement des patrouilles navales américaines au large des côtes de Somalie.
- 5 janvier :
  - le directeur national du renseignement, John Negroponte est nommé secrétaire d'État adjoint. Il est remplacé par l'amiral en vice-retraite Michael McConnell, l'ancien directeur de la NSA entre 1992 et 1996;
  - l'amiral William Fallon remplace le général John Abizaid à la tête du commandement central Centcom;
  - le général David Petraeus est nommé à la tête des troupes américaines en Irak en remplacement du général George Casey et Ryan Crocker est nommé ambassadeur des États-Unis à Bagdad, en remplacement de Zalmay Khalilzad qui est nommé ambassadeur des États-Unis aux Nations unies en remplacement de John Bolton.
- 8 janvier : bombardements aériens américains en Somalie visant selon le gouvernement américain « les principaux dirigeants d'Al-Qaïda dans la région ».
- 9 janvier : sortie de l'IPhone EDGE.
- 10 janvier : le président George W. Bush annonce l'envoi de 21 700 soldats américains supplémentaires en Irak en déclarant : « Le défi en cours, à travers le Moyen-Orient élargi, est davantage qu'un conflit militaire. C'est l'affrontement idéologique décisif de notre temps. D'un côté, il y a ceux qui croient à la liberté et à la modération ; de l'autre, des extrémistes qui tuent les innocents et qui ont annoncé leur intention de détruire notre mode de vie... »
- 13 janvier : la secrétaire d'État, Condoleezza Rice, effectue une tournée qui l'amène, en Israël, dans les territoires palestiniens, en Arabie saoudite et au Koweït. Elle indique n'avoir « aucun plan, aucune proposition » concernant le conflit israélo-palestinien. Son premier objectif est d'obtenir des soutiens contre l'Iran.
- 15 janvier : le nouveau secrétaire d'État à la Défense, Robert Gates, annonce le déploiement d'un second groupe aéronaval et de missiles antimissiles Patriot dans le golfe Persique, et déclare : « Nous voulons simplement faire comprendre que nous allons être présents dans le Golfe pour une longue période. »
- 16 janvier : le nouveau secrétaire d'État à la Défense, Robert Gates, en visite en Afghanistan, se déclare prêt à y renforcer le contingent américain et adresse un avertissement au Pakistan, qu'il accuse de « double jeu ».
- 18 janvier : à New York, plus de deux mille juifs antisionistes manifestent contre la politique israélienne, parmi eux ceux de l'association Natury Karta.
- 23 janvier : dans son discours sur l'état de l'Union, le président George W. Bush justifie sa décision de renforcer la présence américaine en Irak et demande au Congrès de lui donner « une chance ».
- 28 janvier : manifestation à Washington des opposants à la guerre en Irak.
- 30 janvier : 
  - Microsoft sort Windows Vista et Office 2007;
  - le secrétaire d'État John Negroponte dénonce « le danger que représente Hugo Chávez pour les démocraties latino-américaines » à cause de « son populisme radical ».

### Février
- 2 février : une tornade tue vingt personnes en Floride.
- 4 février : les Colts d'Indianapolis ont battu les Bears de Chicago sur le score de 29-17 lors de la finale du Super Bowl XLI qui se déroulait au Dolphin Stadium de Miami en Floride.
- 5 février : le lieutenant Ehren Watada comparaît devant la Cour martiale de Fort Lewis pour avoir refusé en juin 2006 de partir combattre en Irak en arguant que cette guerre « basée sur des mensonges » avait un caractère « illégal et immoral ».
- 8 février : décès d'Anna Nicole Smith, mannequin et actrice. (° 28 novembre 1967).
- 9 février : un rapport de l'Inspection générale du Pentagone, présenté devant la commission des armées du Sénat, reconnaît implicitement que le Bureau des plans spéciaux, créé fin 2001, pour contrer la CIA, a sciemment manipulé des renseignements pour justifier l'intervention américaine en Irak.
- 15 février : le président américain George W. Bush, dans un discours devant l'American Enterprise Institute — une association de néo-conservateurs — annonce l'envoi de 3 200 militaires supplémentaires en Afghanistan, et exige une plus grande implication de l'OTAN : « ...quand nos commandants [leur] disent : "Nous avons besoin d'une aide supplémentaire", les pays de l'OTAN doivent la fournir ».
- 16 février : la Chambre des représentants vote, par 246 voix contre 182, une résolution désapprouvant l'envoi de 21 700 soldats supplémentaires en Irak. La Maison-Blanche déclare que « la résolution n'a pas de caractère contraignant ».
- 17 février : le Sénat rejette le passage au vote de la résolution votée la veille par la Chambre des représentants et désapprouvant l'envoi de 21 700 soldats supplémentaires en Irak.
- 28 février : New Horizons, la sonde spatiale de la NASA survole Jupiter. L'approche minimale se produit à une distance d'environ 2,5 millions de kilomètres.

### Mars
- 6 mars : dans le cadre de l'affaire Valerie Plame, l'ancien conseiller du vice-président Richard Cheney, Lewis « Scooter » Libby, est reconnu coupable d'obstruction à la justice, de faux témoignage aux agents du FBI et de parjure.
- 8 mars : le Président George W. Bush effectue jusqu'au 13 mars, une tournée de visites officielles anti-Chavez, au Brésil, en Uruguay, en Colombie, au Guatemala et au Mexique.
- 23 mars : la Chambre des représentants vote le projet de financement de 100 milliards de dollars pour les interventions américaines en Irak et en Afghanistan. Cependant, il l'assortit de l'exigence, votée par 218 voix contre 212, de rapatrier les troupes d'Irak avant le 1er septembre 2008. Le président George W. Bush annonce qu'il mettra son veto à tout retrait.
- 27 mars : après la Chambre des représentants, le Sénat vote le projet de financement de 100 milliards de dollars pour les interventions américaines en Irak et en Afghanistan, avec une exigence de rapatriement pour le 31 mars 2008.

### Avril
- 1er avril :  la secrétaire d'État Condoleezza Rice prend comme nouveau conseiller Eliot Cohen, un idéologue conservateur, membre du Project for a New American Century et partisan de la manière forte contre l'Iran.
- 16 avril : la fusillade de l'Université Virginia Tech sur le campus de l'université Virginia Tech, à Blacksburg dans l'État de Virginie fait 32 morts et une trentaine de blessés. L'auteur des coups de feu, Cho Seung-hui, un étudiant d'origine sud-coréenne, est tué.
- 25 avril : 
  - la Chambre des représentants vote un texte débloquant 103 milliards de dollars pour le financement des interventions américaines en Irak. Cependant, il l'assortit de l'exigence de commencer à rapatrier les troupes d'Irak à partir d'octobre 2007;
  - le Dow Jones Industrial Average prend 135,95 points pour atteindre 13 089,89 à la fermeture, c'est la première qu'est dépassée la barre des 13 000.
- 26 avril :
  - aéronautique, espace : premier vol du télescope aéroporté SOFIA à bord d'un Boeing 747.
  - le Sénat, à la suite de la Chambre des représentants, vote le texte débloquant 103 milliards de dollars pour le financement sous condition de retrait des interventions américaines en Irak.
  - le Président George W. Bush annonce qu'il mettra son veto au texte permettant le financement, mais sous condition, de l'intervention américaine en Irak.

### Mai
- 1er mai : le Président George W. Bush met son veto à la loi du 25 et 26 avril sur le financement sous condition de l'intervention américaine en Irak.
- 4 mai : une tornade frappe Greensburg au Kansas tuant au moins 12 personnes et détruisant environ 90 % de la ville. L’état d'urgence est décrété par George W. Bush.
- 10 mai : la Chambre des représentants, par 221 voix pour et 205 voix contre vote un nouveau projet de financement sous condition de l'intervention américaine en Irak. Ce nouveau projet qui veut limiter le financement aux seuls deux prochains mois est aussi rejeté par le président George W. Bush (veto).
- 24 mai : la Chambre des représentants et le Sénat s'inclinent devant la volonté du président George W. Bush et votent une rallonge budgétaire destinée à financer la guerre en Irak sans fixer de calendrier au retrait des troupes américaines.

### Juin

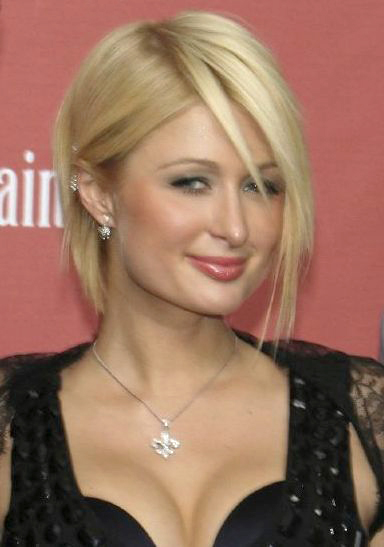
Paris Hilton (2007)

- 1er juin : le FBI annonce avoir découvert un groupe suspecté de préparer un attentat contre les réserves de carburant de l'aéroport John F. Kennedy de New York. Les terroristes seraient quatre musulmans originaires de Trinité-et-Tobago et de Guyana. Quatre personnes sont inculpées dans l'attentat déjoué de New York[1].
- Californie : Paris Hilton, actrice-chanteuse-mannequin, commence à purger sa peine de prison. Elle sortira moins de 72 heures plus tard pour des raisons médicales.
- 5 juin : la sonde Messenger survole Vénus et se dirige vers Mercure.
- 6 juin : les Ducks d'Anaheim remportent la Coupe Stanley.
- 8 juin : décollage de la navette spatiale américaine Atlantis pour la mission STS-117 à destination de l'ISS.
- 14 juin : 
  - les Spurs de San Antonio remportent le championnat NBA en battant les Cavaliers de Cleveland en finale.
  - Californie : Paris Hilton est transférée dans un hôpital pénitentiaire plus strict de Los Angeles afin de démentir l'accusation de traitement de faveur qui lui a été faite lorsqu'elle est sortie de prison.
- 26 juin, Californie : Paris Hilton, actrice-chanteuse-mannequin, est libérée de prison après avoir purgé 23 jours d'incarcération, pour bonne conduite.
- 29 juin : première mondiale pour la sortie de l'iPhone d'Apple.
- Début d'une canicule aux États-Unis

### Juillet
- 7 juillet : 
  - Venus Williams remporte le tournoi féminin en simple de Wimbledon pour la quatrième fois de sa carrière.
  - Live Earth, le concert pour sensibiliser la population à propos de la crise climatique, est donné simultanément dans 9 villes.
- 8 juillet : Boeing lance le nouveau Boeing 787.
- 15 juillet : le pont du détroit de Tacoma situé dans l'État de Washington ouvre une deuxième route à trafic en faisant le plus long pont jumeau du monde.
- 19 juillet : l'indice du Dow Jones Industrial Average passe pour la première fois la barre des 14 000 points.

### Août
- 1er août : le Scoutisme fête ses 100 ans.
- 7 août : Barry Bonds, joueur de baseball des Giants de San Francisco, frappe son 755e circuit en carrière face aux Padres de San Diego. Il égale le record des ligues majeures détenu par Hank Aaron depuis 1976.
- 10 août : krach de l'immobilier américain.
- 12 août : Tiger Woods remporte le championnat de la PGA, le 13e tournoi du Grand Chelem de sa carrière.
- 15 août : les places boursières asiatiques chutent de 7 à 8 %.

### Septembre
- 25 septembre : le jeu vidéo Halo 3 sort aux États-Unis.

### Octobre
- 20 octobre - 9 novembre : les incendies de Californie conduisent à l'évacuation de plus d'un million de personnes et détruisent 1600 maisons et bureaux.
- 26 octobre : Apple sort Mac OS X v10.5, son dernier système d'exploitation.
- 28 octobre : les Red Sox de Boston remportent la Série mondiale 2007 de baseball contre les Rockies du Colorado.

### Novembre
- 3 novembre : départ de la DARPA Grand Challenge.
- 5 novembre : les scénaristes américains entrent en grève à Hollywood.
- 6 novembre : les élections législatives américaines se déroulent dans les États du Kentucky, Mississippi, New Jersey et Virginie. Le Kentucky et le Mississippi élisent aussi leurs gouverneurs.
- 8 novembre : cérémonie des 8e Latin Grammy Award se déroule au Mandalay Bay Events Center de Las Vegas.
- 27 novembre: la Conférence de paix d'Annapolis est tenue pour chercher des solutions à la fin du conflit israélo-arabe dans la ville d'Annapolis, dans l’État du Maryland.

### Décembre
- 5,1 % de chômeurs. La croissance stagne à 1 % du PIB.

## Culture

### Cinéma

#### Films américains sortis en 2007
- x

#### Autres films sortis aux États-Unis en 2007
- x

#### Oscars
- Meilleur film :
- Meilleur réalisateur :
- Meilleur acteur :
- Meilleure actrice :
- Meilleur film documentaire :
- Meilleure musique de film :
- Meilleur film en langue étrangère :

## Naissance en 2007
- 27 juillet : Alyvia Alyn Lind, actrice.
- 16 août : Seth Carr, acteur.